# Armand-Charles-Daniel de Firmas-Périés
Armand-Charles-Daniel, comte de Firmas-Périés (4 août 1770 Alès - 18 décembre 1828 Lautrach, Bavière) est un militaire français, général au début de la Restauration.

## Biographie
Il est le fils de Messire Charles de Firmas de Périés, officier, chevalier de l'ordre royal et militaire de Saint-Louis et de Victoire- Félicité de La Condamine de Serves.
Il commence sa carrière en 1785, en qualité de sous-lieutenant au régiment de Piémont où avait servi son père. Élu président de la société des vrais Français d'Alais  il prend part à l'insurrection du Camp de Jalès. Emprisonné brièvement de mars à avril 1791, il rejoint ensuite le quartier général du prince de Condé à Worms et l'Armée des émigrés. Il est alors nommé colonel attaché au régiment d'Hohenlohe-Schillingsfürst. Il est fait, le 1er juin 1792 suivant, lieutenant de roi du quartier-général de S. A. S. Mgr le prince de Condé, ayant la police intérieure et extérieure de l'armée de ce prince. Il s'illustre à plusieurs reprises à la tête de son régiment (pour ses campagnes voir Hohenlohe-Schillingsfürst). 
Le 10 août 1794, il est nommé chevalier de l'ordre royal et militaire de Saint-Louis. 
En 1799, il épouse la très haute, très-illustre et très-puissante dame Marie-Joséphine comtesse de Waldbourg-Wolfegg et de Waldsee, truchsesse héréditaire du Saint Empire romain, sœur du prince-régent de Waldbourg. 
De 1806 à 1813, il est chambellan et conseiller intime de Frédéric, roi de Wurtemberg.
Il rejoint en 1815 Louis XVIII à Gand. Nommé maréchal de camp, il est admis en 1819 à la retraite avec le grade de lieutenant-général. Il se fixa alors en Allemagne, où il est mort en 1828. Il passe le reste de sa vie en mission auprès des petites cours allemandes et meurt en Bavière. 
Outre quelques écrits liés à ses options politiques, comme Bigamie de Napoléon Buonaparte (Paris, 1815), il a écrit Le Jeu de stratégie ou les échecs militaires (Memmingen 1808) et de Pasitélégraphie (Stuttgart, 1811), système de signaux pour lequel l’auteur s’est servi des idées de Maimieux, inventeur de la Pasigraphie, qui, à en croire Hœfer, l’a aidé dans son ouvrage.